# 立ち乗りスクーター

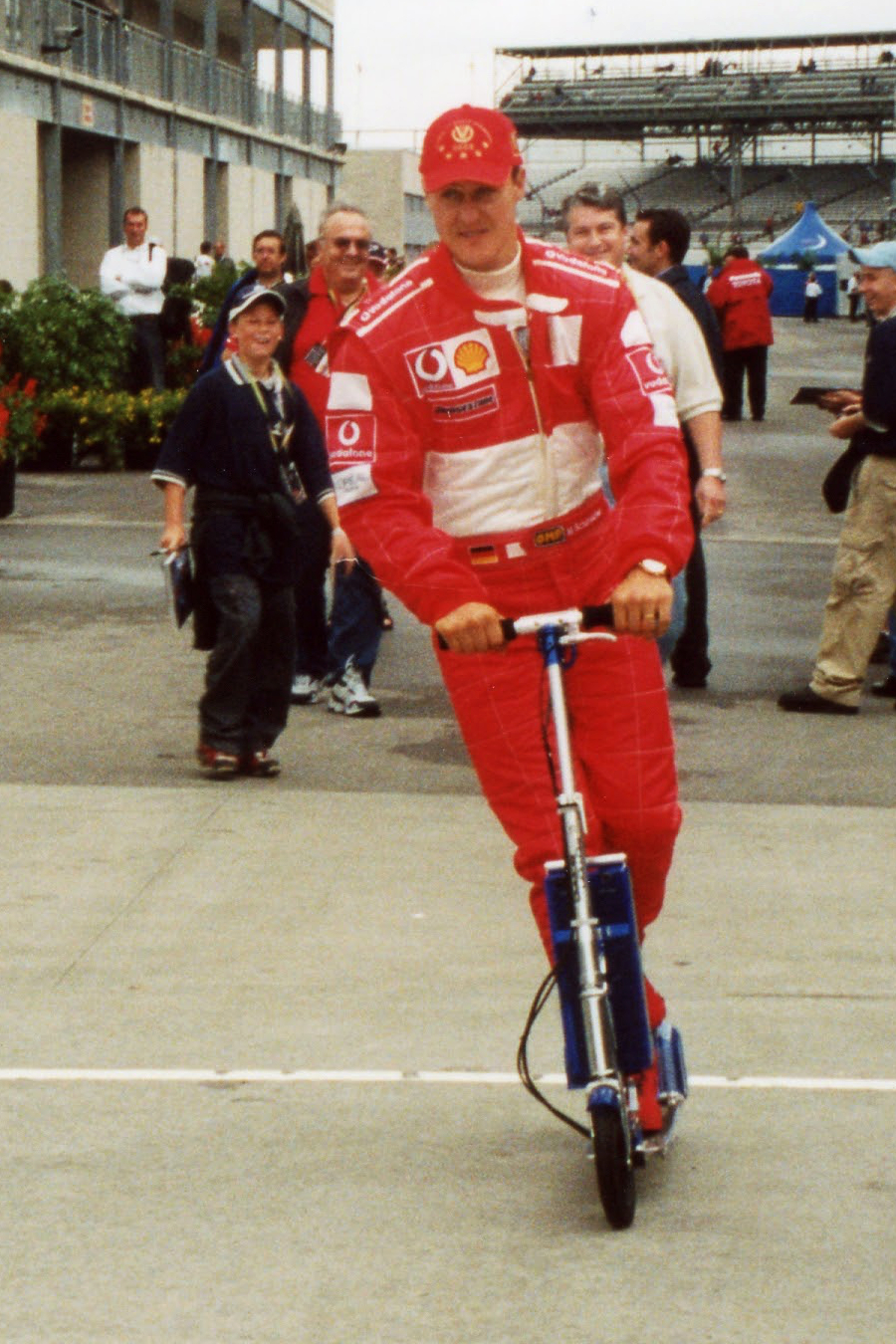
立ち乗りスクーターを駆るミハエル・シューマッハ

立ち乗りスクーター（たちのりスクーター）とは、ガソリンエンジンや電気モーターで走行する、座席を持たないスクーターである。

## 概要
確認できるものでは1915年にアメリカで発売された、前輪にガソリンエンジンを備える「Autoped」が最初の製品であった。その後、1985年に後輪にエンジンを搭載した「Go-Ped Sport」が発売され、電動を含むその後の立ち乗りスクーターの基本型となった。自転車やオートバイのように前後に車輪を配置する二軸二輪式でレジャー用の製品が多いが、警備用の三輪式（T3 Motion）、公道用の四輪式（エスティーバ）も登場している。
名称は英語の「Stand-up Scooter」（スタンドアップスクーター）、「Standing Scooter」（スタンディングスクーター）を日本語にしたものだが、特定の商品名が一般名詞的に用いられて「ゴーペッド」、「電動キックボード」、「電動スケータ」とも呼ばれた。2001年に発表されたセグウェイが「立ち乗りの電動スクーター」として報道されることが多かったことから、日本では現在、セグウェイに類似する形態のものとそれ以前から存在していた形態のものとを含めた総称として「立ち乗りスクーター」と呼ぶようになっている。

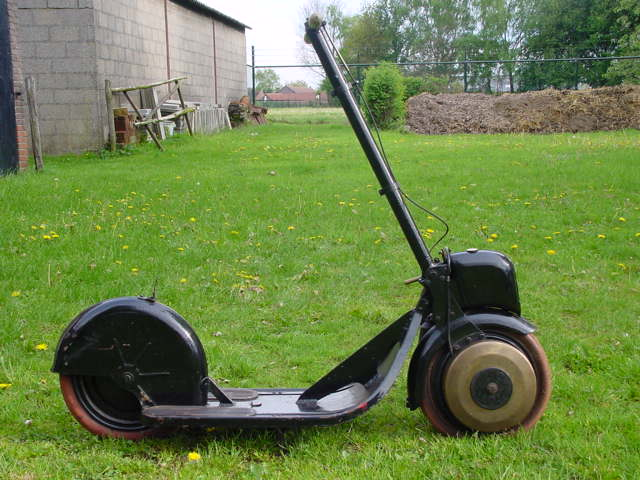
Autoped
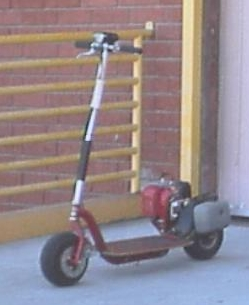
Go-Ped GSR40
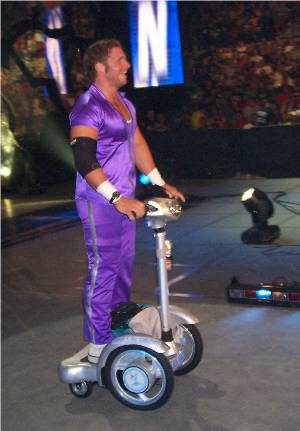
steeeva

## 日本での法的位置づけ
電動機や内燃機関付きの立ち乗りスクーターは、法令上、道路交通法および道路運送車両法の双方で、原動機付自転車または自動車扱いとなる。2019年時点、パルウェイ（Palway）やエアホイール（Airwheel）といったブランド名で、道路運送車両の保安基準に適合した公道走行可能な製品の販売が始まっている。一方で多くの電動立ち乗りスクーターが、公道を走行できない形態で販売されている。
2000年代初頭に、キックスケーターブームに伴って電気モーターを搭載した製品も数多く輸入され、店によってはこれらを「免許不要」「公道可能」と謳って販売していたため、合法と信じてそのまま歩道を含む公道を走る利用者が現れた。2002年9月に、歩行補助車としての条件に適合しない立ち乗りスクーターによる事故が兵庫県で発生し、運転者は「原動機付自転車の無免許運転」として書類送検された。警察庁は同年11月に「『電動キックボード』や『電動スクーター』の類は全て原動機付自転車とみなす」との声明を出した。
2022年に立ち乗りスクーターを意識した特定小型原動機付自転車制度が作られた。